# ジョージ・ロイド
ジョージ・ロイド（George Walter Selwyn Lloyd, 1913年6月28日 セント・アイヴズ - 1998年7月3日 ロンドン）はイギリスの作曲家。

## 生涯
1913年コーンウォールのセント・アイヴズで生まれる。
アルバート・サモンズにヴァイオリンの手ほどきを5年ほど受け、オーケストラのヴァイオリン奏者になるべくロンドンに上京するものの大成せず。10歳の頃より書き溜めていた作品がジョン・アイアランドの目に留まる。1939年、1932年に書かれた交響曲第1番のBBCラジオでの放送初演が確約されたが、アイアランドは自らの弟子であるベンジャミン・ブリテンの作品を優先したため、この企てはお流れとなる。
戦争が始まるとロイドは海軍に従軍。しかし1942年、商船護衛のために勤務していた駆逐艦がUボートの攻撃を受け沈没。命は助かったものの、極度のシェル・ショック（戦争神経症）を患い、除隊を余儀なくされる。除隊後は1948年まで、妻の故郷であるスイスのサナトリウムで療養生活を送る。戦後はアメリカへ渡るが、シェル・ショックの後遺症のため引きこもり同然の生活で、リハビリも兼ねたカーネーションときのこの栽培で生計を立てる。そのかたわら、いつ日の目を見るかも解らない作曲は細々と続けていた（この時期に交響曲第4、5番を作曲している）。
最初の転機は、1951年に3つ目のオペラ「ジョン・ゾックマン」（John Socman）の伝統あるイギリス音楽祭からの作曲依頼だった。この作品の台本は、前2作のオペラ同様、前年に無くなった父の手によるものだったが、結局採用されず、代わりにブリテンの「ビリー・バッド」が上演され、この一件がまたロイドの精神に暗い影を落とすことになる。
再びジョージ・ロイドの名はイギリス作曲界から長く忘れられることになるのだが（1964年にピアノ協奏曲第1番がグローヴズの指揮、ジョン・オグドンの独奏により初演されているが、ロンドンではなくリヴァプールでの上演だったため、大きな話題とはならなかった）、1977年、ロイドのその後の人生を大きく変える出来事が起こる。エドワード・ダウンズ指揮BBCノーザン管弦楽団（現BBCフィルハーモニック）による交響曲第8番（1961年）のBBCラジオ第3チャンネルでの放送初演である。この放送終了後、BBCのオフィスの電話は演奏されていた曲についての問い合わせでパンク寸前となった。
さらに、彼の名を不動のものとしたのはオラトリオ「ヴィーナスの前夜祭」（The Vigil of Venus、1980年)であり、ヘンデル以来のイギリス製宗教曲の傑作と豪語する合唱関係者もいる。この成功が後の「連祷」（A Litany、1995年）や「交響的ミサ」（A Symphonic Mass、1993年）につながるのだが、遺作となったのも交響曲ではなく無伴奏合唱のための「レクイエム」（Requiem Mass）で、合唱曲もロイドにとって重要なジャンルである。
1984年には指揮者としてもデビュー。オルバニー・レコード（Albany Records）とのCD20数枚にも及ぶ作品集では、オーケストラ作品の全てを指揮。また、レコーディングだけでなく、同レーベルの交響曲全集でも共演したオルバニー交響楽団（Albany Symphony Orchestra）の指揮台にはたびたび立ち、交響曲第11番（1985年）の作曲委嘱も受けている。

## 作品

### 交響曲
- 第1番 イ長調（単一楽章）（1932年、初演：1933年）
- 第2番 ホ長調（1933年、初演：1934年）
- 第3番 ヘ長調（1933年、初演：1935年）
- 第4番 ロ長調（1945-46年、初演（放送）：1981年）
- 第5番 変ロ長調（1947-48年、初演（放送）：1979年）
- 第6番 （1956年、初演（放送）：1980年）
- 第7番 （1957-59年、オーケストレーション：1974年、初演：1979年）
- 第8番 （1961年、オーケストレーション：1965年、初演（放送）：1977年）
- 第9番 （1969年、初演：1982年）
- 第10番「November Journeys」（金管楽器のための）（1981年、初演：1982年）
- 第11番 （1985年、初演：1986年）
- 第12番（単一楽章）（1989年、初演：1990年）

### 管弦楽曲
- 「シャレード」組曲（Charade Suite）（1969年）
- 交響詩「Floating Cloud」（1993年）
- 交響詩「Dying Tree,The」（1994年）
- In Memoriam
- Pont du Gard
- オペラ「Serf」組曲第1番
- オペラ「Serf」組曲第2番
- オペラ「Socman」序曲

### 吹奏楽曲
- 行進曲「HMS トリニダッド」（HMS Trinidad March）（1941年）
- アーデンの森（The Forest of Arden）（1987年）

### ブラスバンド曲
- ロイヤル・パークス（Royal Parks）（1985年）
- バスの主題によるディヴァージョン（Diversion on a Bass Theme）（1986年）
- イギリスの遺産（English Heritage）（1990年）
- 王のメッセンジャー（Kings Messenger）

### 協奏曲
- ピアノ協奏曲
  - 第1番「スケープゴート」（Scapegoat）（1964年）
  - 第2番（1968年）
  - 第3番（1970年）
  - 第4番（1970年、オーケストレーション：1983年）
- ヴァイオリン協奏曲（Concerto for Violin and Strings ）（1970年）
- ヴァイオリン協奏曲（Concerto for Violin and Winds）（1977年）
- チェロ協奏曲（1997年）

### ピアノ曲
- 独奏曲
  - St Anthony & The Beggar
  - Lily Leaf and Grasshopper
  - An African Shrine
  - Road to Samarkand
  - Aggressive Fishes
  - Naked Ape
  - Intercom Baby
- 2台ピアノ
  - Aubade
  - Eventide
  - Road Through Samarkand

### 合唱
- ヴィーナスの前夜祭（The Virgil of Venus）（1980年）
- 交響的ミサ（A Symphonic Mass）（1993年）
- 連祷（Litany,A）（1995年）
- 詩篇第130番（Psalm 130）
- Invocation to the Virgin
- Requiem Mass （1998年／死の2週間前）

### オペラ
- イエルニン（Iernin）（3幕、1935年）
- セルフ（Serf）（3幕、1938年）
- ジョン・ゾックマン（John Socman）（3幕、1951年）

## 文献
- Jozef Robijns, Miep Zijlstra: Algemene muziekencyclopedie, Haarlem: De Haan, (1979)-1984, ISBN 978-90-228-4930-9
- Mary Booker: Music-making in the British Isles from 1890 to 1990, Ilfracombe, Devon: Arthur H. Stockwell, 1994, 172 p., ISBN 978-0-722-32745-6
- Wolfgang Suppan, Armin Suppan: Das Neue Lexikon des Blasmusikwesens, 4. Auflage, Freiburg-Tiengen, Blasmusikverlag Schulz GmbH, 1994, ISBN 3-923058-07-1
- Brian Morton, Pamela Collins: Contemporary composers, Chicago: St. James Press, 1992, 1019 p., ISBN 978-1-558-62085-8
- Paul E. Bierley, William H. Rehrig: The heritage encyclopedia of band music : composers and their music, Westerville, Ohio: Integrity Press, 1991, ISBN 0-918048-08-7
- David M. Cummings, Dennis K. McIntire: International who's who in music and musician's directory - (in the classical and light classical fields), Twelfth edition 1990/91, Cambridge, England: International Who's Who in Music, 1991
- Lewis Foreman: From Parry to Britten : British music in letters 1900-1945, A chonological anthology including correspondence by ..., London: B.T. Batsford Ltd., 1987, 332 p.
- Gösta Morin, Carl-Allan Moberg, Einar Sundström: Sohlmans musiklexikon : nordiskt och allmänt upplagsverk for tonkonst, musikliv och dans, Stockholm: Sohlman Förlag, (1951-)